# Mont Joli
Der Mont Joli (englisch Mount Joli) ist ein bis zu 38 m hoher und felsiger Hügel mit drei Gipfeln an der Nordostseite der Pétrel-Insel im Géologie-Archipel vor der Küste des ostantarktischen Adélielands. 
Teilnehmer einer französischen Antarktisexpedition kartierten ihn 1951 und benannten ihn nach einem Gipfel der Nähe des Mont Blanc in den französischen Alpen.